# Saint-Marcel-de-Félines
Saint-Marcel-de-Félines es una comuna francesa situada en el departamento de Loira, en la región de Auvernia-Ródano-Alpes.

## Demografía
| 657 | 667 | 603 | 608 | 700 | 691 | 801 |
| Para los censos de 1962 a 1999 la población legal corresponde a la población sin duplicidades (Fuente: INSEE [Consultar]) |     |     |     |     |     |     |